# Maurice Utrillo

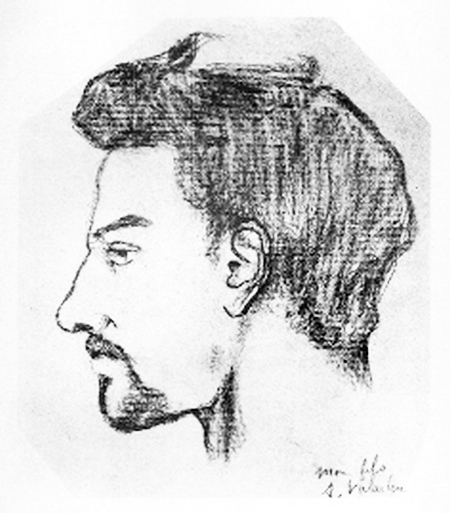
Porträtt av Maurice Utrillo. Litografi av Suzanne Valadon.

Maurice Utrillo, född 25 december 1883 i Paris, Frankrike, död 5 november 1955 i Dax, Frankrike, var en fransk målare av Parisskolan. Han var son till målaren Suzanne Valadon.
Utrillo var alkoholiserad redan i sin ungdom, och det sägs att han började måla som terapeutisk sysselsättning mellan olika sanatorievistelser. Sina målningar med Parismotiv som Place du Tertre (1912) hade han ofta kopierat från vykort. Han var till en början influerad av impressionismen men utvecklade en starkt personlig stil med fritt pålagd, pastos färg och en intensivt ljus färgskala. Hans poetiska tolkning av Montmartres gator och torg bidrog till att ge området dess romantiska status. Utrillo är representerad vid bland annat Göteborgs konstmuseum.

## Galleri

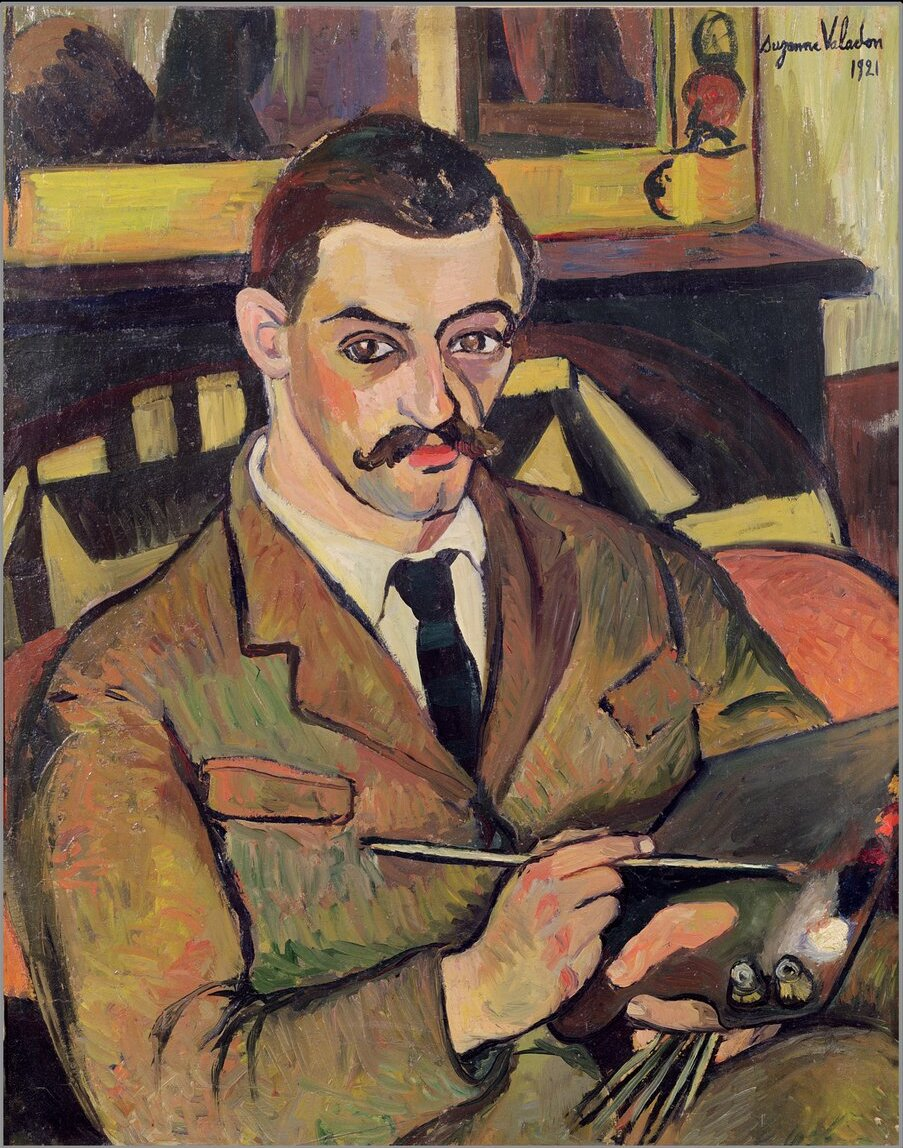
Maurice Utrillo av Suzanne Valadon1921.
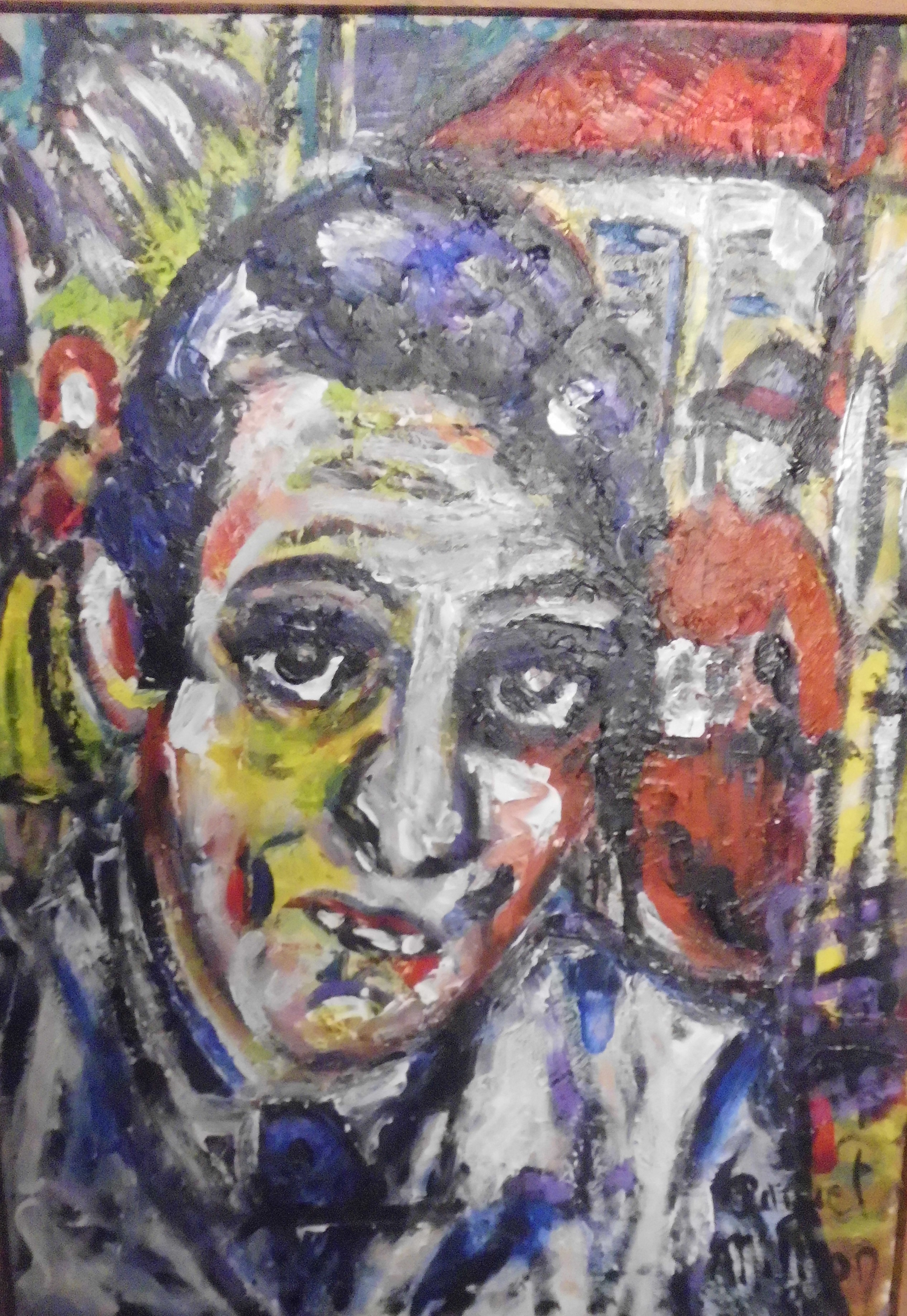
Maurice Utrillo av Daniel-Julien Million.
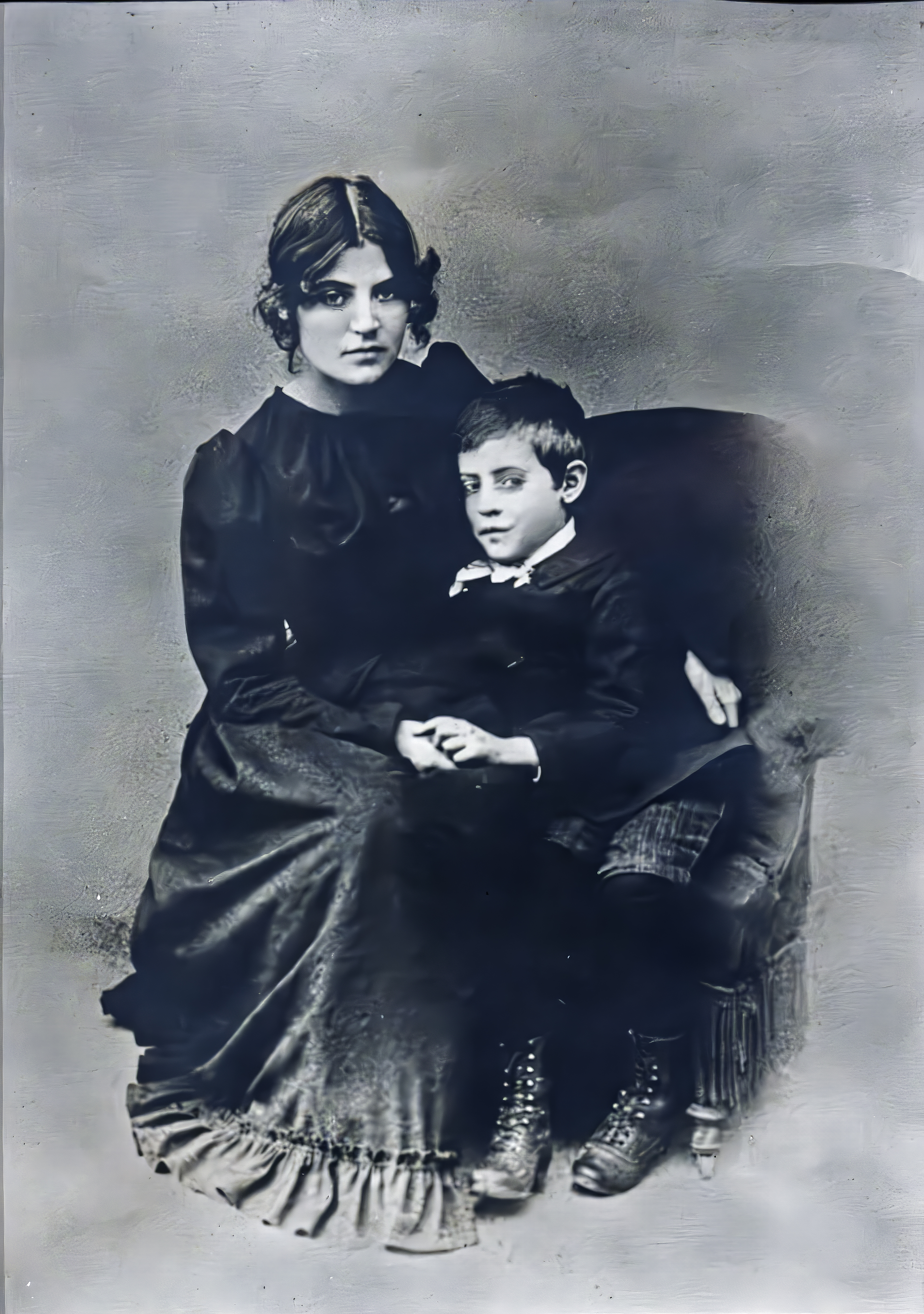
Maurice Utrillo och hans moder Suzanne Valadon 1890.
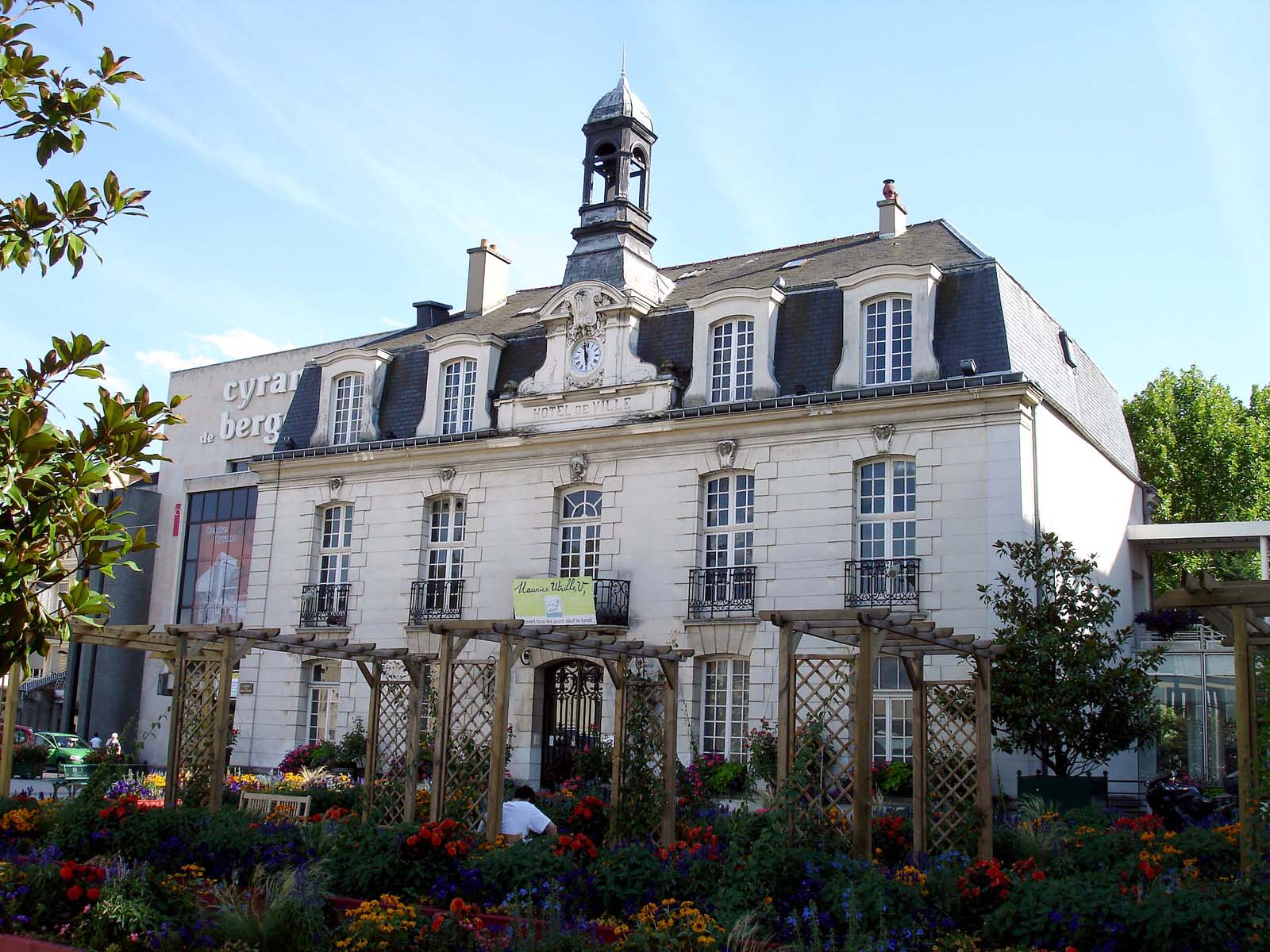
Utrillo-Valadon museet i Sannois.
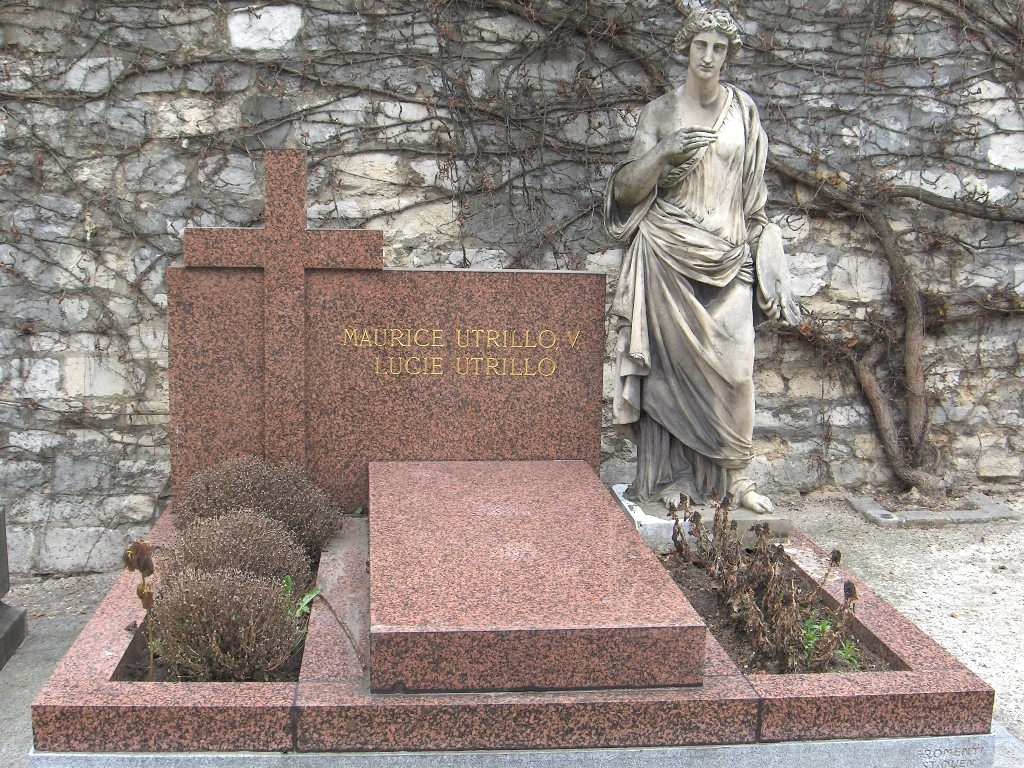
Utrillos grav på Saint Vincent kyrkogården i Paris.